# Cody Rhodes
Cody Garrett Runnels  (sinh ngày 30 tháng 6 năm 1985)  là một đô vật chuyên nghiệp người Mỹ, được biết nhiều hơn với tên gọi (ring name) của anh là Cody Rhodes. Anh hiện đang thi đấu ở World Wrestling Entertainment (WWE), nơi anh biểu diễn trên thương hiệu SmackDown . Anh cũng biết đến nhiều hơn khi từng đấu vật ở All Elite Wrestling (AEW). Anh là cựu vô địch ba lần World Tag Team Champion, khi giành chức vô địch một lần với Hardcore Holly và hai lần với Ted DiBiase và các danh hiệu khác.
Runnels bắt đầu sự nghiệp đấu vật chuyên nghiệp của mình vào năm 2006, sử dụng tên thật của mình, đấu vật cho Ohio Valley Wrestling (OVW). Trong khi nằm ở OVW, anh giành chức vô địch khác nhau, cả hai trong đội từ khóa và thi đấu đơn, bao gồm cả OVW Heavyweight Championship. Anh xuất hiện lần đầu trên chương trình truyền hình WWE ngày 16 tháng 7 năm 2007, dưới tên gọi (ring name) Cody Rhodes. Tháng mười hai 2007, Rhodes đoạt được chức vô địch World Tag Team Championship với Hardcore Holly, và cả hai người giữ danh hiệu này trong sáu tháng.
Anh cùng với Drew Mcintyre giữ đai World Tag Team Championship một thời gian, nhóm có tên là Dashing One, nhưng trong một trận đấu với Big Show, giữa hai người xảy ra mâu thuẫn là nhóm tan rã, trước đó thì nhóm cũng để tuột mất chiếc đai vô địch đồng đội. Anh nảy ra một mối thù nho nhỏ với Chris Master, anh luôn chiếm ưu thế khi đấu với Chris